# 代田 (世田谷區)
代田（日语：／ Daita */?）是日本東京都世田谷區的町名。現行行政地名為代田一丁目至代田六丁目。2013年9月1日為止的人口有21,797人。郵遞區號155-0033。

## 地理
代田位於世田谷區北部，屬同區北澤地域。北鄰大原，東接北澤、代澤，南連若林，西通松原、羽根木、梅丘。南部有東西向的北澤川流經，現已暗渠化。地形上往北澤川向下傾斜，北端的六丁目是南北向的窪地，東西側地勢較高。
一丁目與若林、世田谷連結性強；二丁目、三丁目有代田八幡宮、世田谷代田站；四丁目有羽根木公園，與梅丘、松原連結性強；五丁目、六丁目與北澤連結性強。區域內較缺乏整體印象。環狀7號線、梅丘通沿線，下北澤站附近為商業區，其他多為住宅區。

### 河川
- 北澤川 - 已暗渠化。[3]

## 歷史
戰國時代末期，後北條氏滅亡時，北條方的吉良氏家臣在現在一〜三丁目附近進行開墾，之後逐漸擴大範圍。原屬荏原郡，範圍包含現在代澤的一部分與大原。
之後，鄰接甲州街道的大原開始獨自發展，在經歷編入世田谷區、實施住居表示、羽根木飛地（現在羽根木公園附近）併入、下代田等飛地編入代澤等區劃重整後確立現行的町域。
在小田急線、井之頭線、環狀7號線的開通後，世田谷代田站、新代田站周邊逐漸變為住宅區。當時世田谷代田與新代田間曾鋪設用來運送車輛的線路（代田連絡線），但在快速的住宅區化下未能保留其遺跡。
精神科醫師兼詩人齋藤茂吉在1947年（昭和22年）遷入代田，3年後遷往新宿區大京町。

### 地名由來
地名是源自於日本的巨人傳說。古時此地有巨大的窪地，被認為是傳說中的巨人「大太法師」（ダイダラボッチ）的足跡。

## 交通
此地有小田急小田原線世田谷代田站、京王井之頭線新代田站，主要道路有南北向的環七通、東西向的梅丘通。

## 設施
- 世田谷區立代田圖書館
- 世田谷區代田地區會館
- 下北澤成德高等學校
- 世田谷區立守山小學校
- 世田谷區立代田小學校
- 世田谷區立花見堂小學校
- 中原幼稚園
- 代田幼稚園
- 羽根木幼兒園
- 新代田站前郵便局
- 齋田紀念館
- 京王電鐵代田變電所
- 羽根木公園
  - 世田谷區北澤地域公園管理事務所
- 北澤川綠道
- 圓乘院 -
- 三峯神社
- 代田八幡宮
- 代田不動尊
- 日本基督教團代田教會
- 日本基督教團梅丘教會
- 日本宣教會代田教會
- 天理教代田教會
- 天理教本月分教會
- 天理教分教會本代田

## 備註
1. ↑  .   [2013-10-01]. （原始内容存档于2014-07-19）.
2. 1 2   (PDF).   [2013-10-01]. （原始内容 (PDF)存档于2016-03-04）.
3. ↑  .   [2013年10月1日]. （原始内容存档于2012年5月3日）.
4. ↑  『ふるさと世田谷を語る』世田谷區
5. ↑  「斉藤茂吉略年譜」　財団法人　斎藤茂吉記念館
6. ↑  .   [2013-10-01]. （原始内容存档于2019-08-01）.